# Akaki Gogia
Akaki Gogia (Rustavi, 18 gennaio 1992) è un calciatore georgiano naturalizzato tedesco, centrocampista o attaccante del Freital.

## Carriera
Nella stagione 2011-2012 ha giocato 12 partite in Bundesliga con l'Augsburg.

## Palmarès

### Competizioni nazionali
- Campionato svizzero: 1

Zurigo: 2021-2022